# Acacia trinervia
Acacia trinervia är en ärtväxtart som beskrevs av Nikolaus Joseph von Jacquin. Acacia trinervia ingår i släktet akacior, och familjen ärtväxter. Inga underarter finns listade i Catalogue of Life.